# Нахальный джентльмен
«Нахальный джентльмен» (англ. Gentlemen of Nerve, альтернативные названия — Charlie at the Races / Some Nerve) — короткометражный немой фильм Чарльза Чаплина. Премьера состоялась 29 октября 1914 года.

## Сюжет
Герой Чаплина стремится проникнуть на гоночный трек, чтобы посмотреть соревнования. Однако пройти без билета не так-то просто. В конце концов, он объединяется с таким же любителем гонок мистером Эмброузом и пролазит (не без приключений) внутрь через дыру в заборе.

## В ролях
- Чарли Чаплин — любитель гонок
- Мэйбл Норманд — Мейбл
- Честер Конклин — мистер Морж, друг Мейбл
- Мак Суэйн — мистер Эмброуз
- Филлис Аллен — флиртующая женщина
- Эдгар Кеннеди — полицейский
- Элис Дэвенпорт — управляющая баром
- Слим Саммервилл — зритель автогонок